# 里翁 (德龙省)
里翁（法語：Rioms）是法国德龙省的一个市镇，属于尼永区（Nyons）比伊勒巴罗涅县（Buis-les-Baronnies）。该市镇总面积9.39平方公里，2009年时的人口为27人。

## 人口
里翁人口变化图示